# ديفيد أكر
ديفيد أكر (بالإنجليزية: David Aaker) هو اقتصادي أمريكي، ولد في 1938 في فارغو في الولايات المتحدة.